# Diverzantske enote
Diverzantske enote je zastarela oznaka za vojaške enote, ki so izvajale diverzije v sovražnikovem zaledju. Sam izraz se je uporabljal do 90. let 20. stoletja.
Danes te naloge, v sklopu nekonvecionalnega bojevanja, opravljajo specialne sile.